# Taczanowski

Das Wappen der Grafen und Herren von Taczanowski: Jastrzębiec

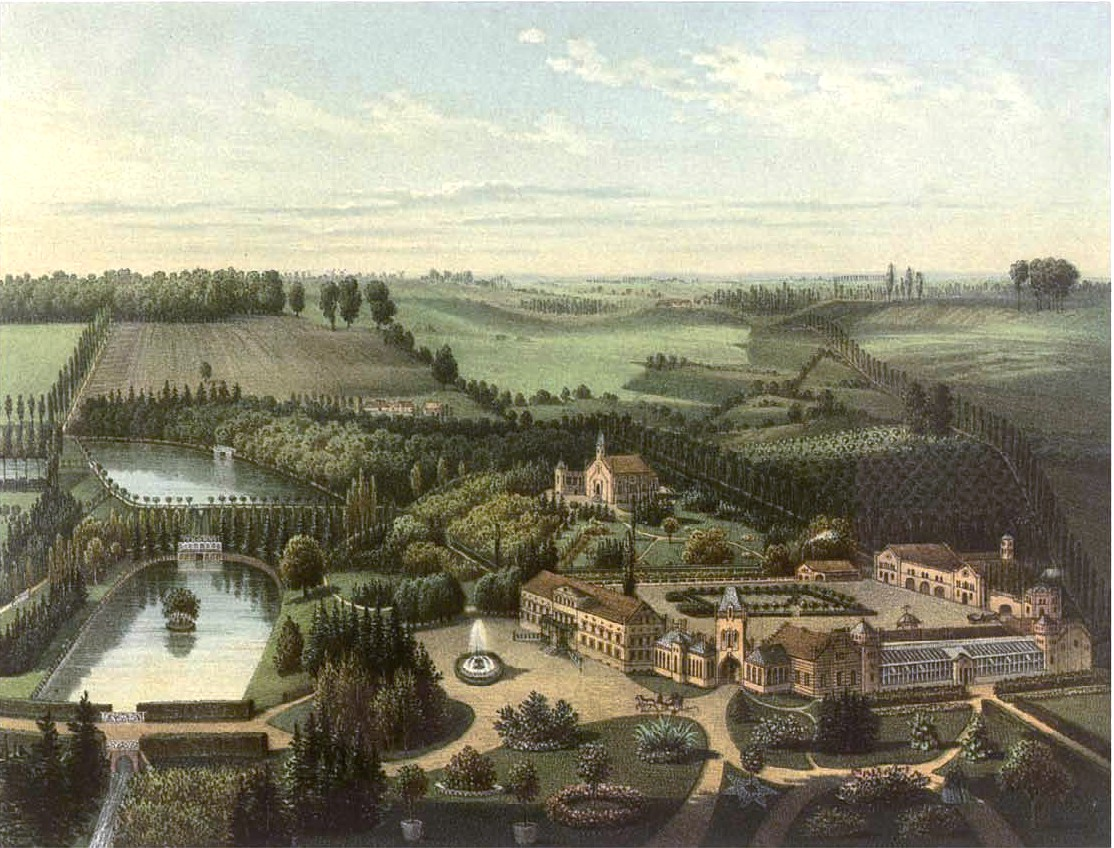
Schloss Taczanowo um 1860, Sammlung Duncker

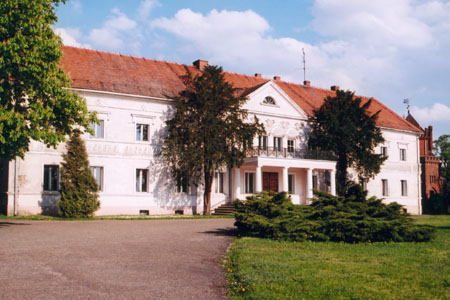
Schloss Taczanow (erbaut im späten 18. Jh.; erweitert 1853–57 und 1922)

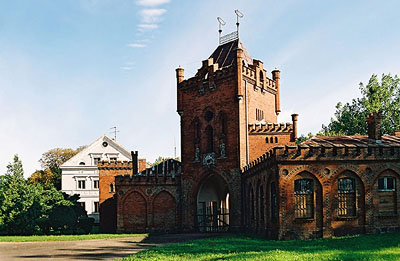
Neugotisches Tor (1853–54), Schlossgut Taczanow

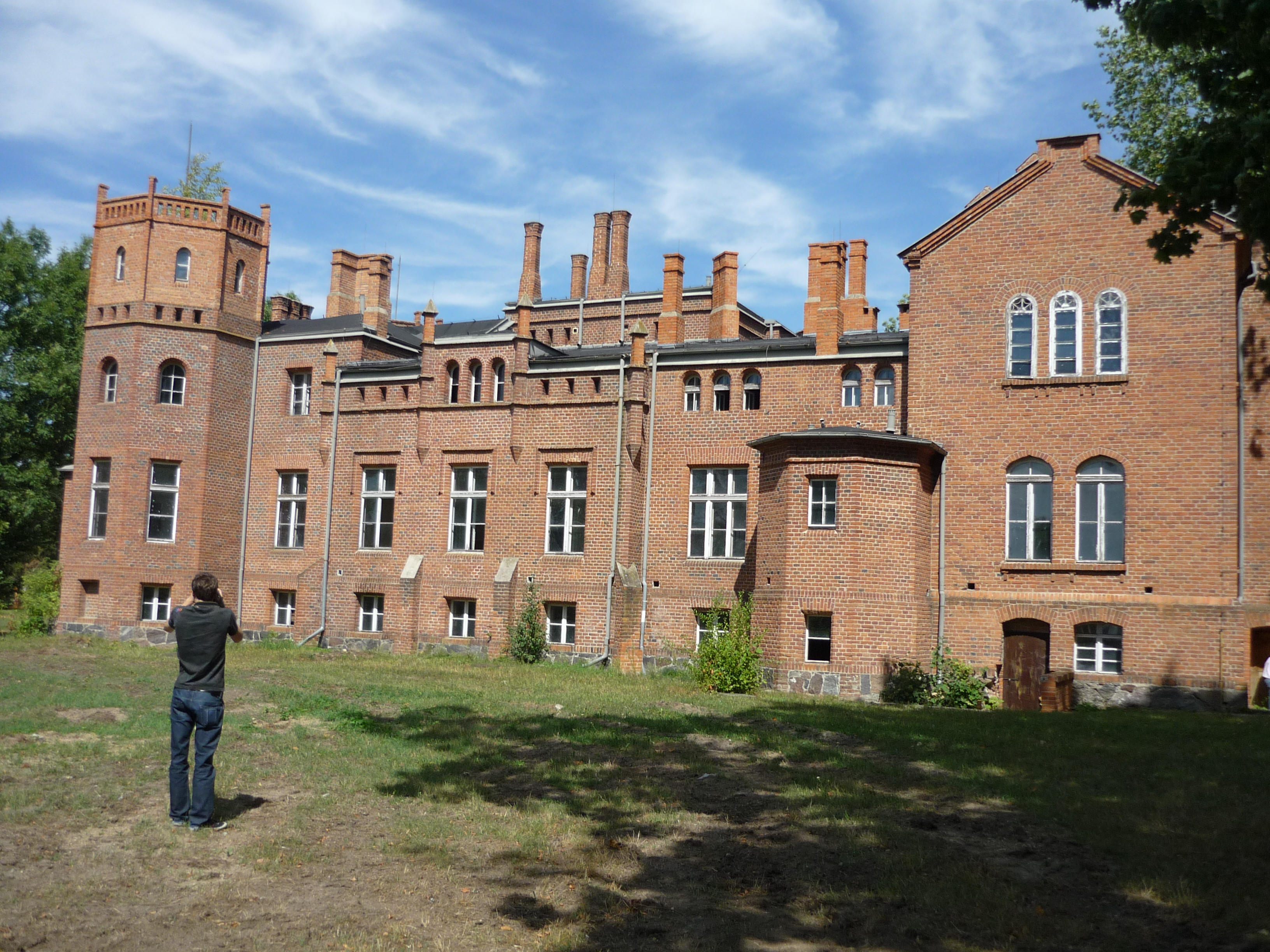
Schloss Podrzecze bei Gostyń, Polen

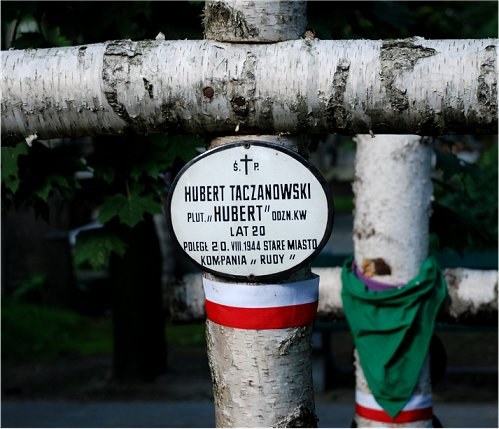
Polnische Heimatarmee Grab von Hubert Taczanowski (1924–1944), gefallen im Warschauer Aufstand

Taczanowski ist der Name einer aus Großpolen stammenden Adelsfamilie, die zur Wappengemeinschaft der Jastrzębiec gehört. Die Familie Taczanowski führt ihren Namen nach dem Ort Taczanowo im ehemaligen Kreis Krotoschin in der Provinz Posen, wo die Familie im Jahr 1437 erstmals urkundlich erwähnt wurde.
Erhebung in den preußischen Grafenstand ad personam am 17. Mai 1854 in Charlottenburg mit Diplom vom 6. September 1854 für den königlich preußischen Kammerherrn Alfons von Taczanowski, Majoratsherr auf Taczanowo.
Die Erhebung in den Grafenstand wurde am 21. März 1857 in Berlin auf den jeweils erstgeborenen Nachkommen (Primogenitur) erweitert, der gemäß Erlass vom 8. März 1858 jeweils zugleich auch erbliches Mitglied im Preußischen Herrenhaus war. Beides war aber geknüpft an den am 14. Januar 1856 gestifteten Fideikommiss-Besitz Taczanowo. Der Rittergutsbesitzer Edmund von Taczanowski fand 1912 Aufnahme im Jahrbuch der Millionäre von Preußen.
Der österreichische Zweig der Familie wird Dassanowsky genannt. Die Wappendevise ist: Plus penser que dire. 

## Namensträger
- Jan Scibor Taczanowski (15. Jahrhundert–1468), Wojwode von Łęczyca ca. 1437.
- Andrzej (Andreas) Taczanowski (1660–18. Jahrhundert), Sobieski'scher Ritterkommandant der zweiten Türkenbelagerung Wiens 1683. Siehe auch Dassanowsky.
- Rafael Taczanowski (18. Jahrhundert), Oberpräfekt des Jesuitenordens in Polen.
- Jan Taczanowski (1753–19. Jahrhundert), Truchsess von Trembowia.
- Maksymilian Taczanowski (177?–1852), Nationalrevolutionär.
- Alfons Graf von Taczanow-Taczanowski (1815–1867), erster Graf, erbliches Mitglied des Preußischen Herrenhauses.
- Władysław Taczanowski (1819–1890), Ornithologe und Zoologe.
- Edmund Taczanowski (1822–1879), Herr auf Choryn; General im polnischen Aufstand von 1846 bis 1848 und in Italien mit Giuseppe Garibaldi.
- Władysław Taczanowski (von Taczanowski) (1825–1893), Mitglied des deutschen Reichstages.
- Anton Graf von Taczanow-Taczanowski (1847–1917), Mitglied des Preußischen Herrenhauses.
- Aleksander Taczanowski (1927–2001), erster Verbandschef der nachkommunistischer Neugründung des Grundbesitzersverband im Woiwodschaft Großpolen; Malteserordensritter.
- Hubert Taczanowski (1960–2024), Filmemacher und Kameramann.